# Friedrich Christian Seifert von Edelsheim

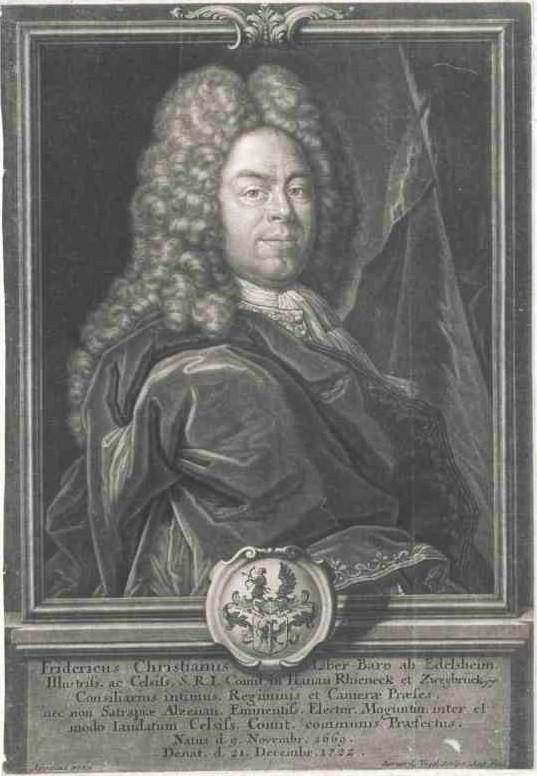
Friedrich Christian Seifert Freiherr von Edelsheim

Friedrich Christian Seifert Freiherr von Edelsheim (* 9. November 1669 in Hanau; † 21. Dezember 1722 ebenda), auch Seufert, war Chef der Regierung („Regierungspräsident“) der Grafschaft Hanau-Münzenberg.

## Familie
Er war der Sohn von Johann Georg Seifert von Edelsheim und von Elisabeth von Speckhan (* 1637; † 1701), Tochter des Statius von Speckhan (* 1599; † 1679). Verheiratet war er seit 1694 mit Clara Elisabeth Magdalene Rau von Holzhausen (* 1666, † 1731), deren Familienstammsitz Rauischholzhausen war. Aus dieser Ehe ging hervor:
- Philipp Reinhard Freiherr von Edelsheim (* 1695; † 1771), der ebenfalls Kammerpräsident der Grafschaft Hanau-Münzenberg wurde.[3]

## Karriere
Friedrich Christian Seifert von Edelsheim besuchte die Hohe Landesschule in Hanau. Friedrich Christian Seifert von Edelsheim wurde Jurist, Staatsmann und Diplomat. In der Grafschaft Hanau-Münzenberg wurde er – in Nachfolge seines Vaters – Kammerpräsident („Finanzminister“) und Chef der Regierung. Er erhielt den Ehrentitel eines Geheimen Rats.
Darüber hinaus war er literarisch tätig: So dichtete er Gesangbuchlieder. Das 1721 erschienene Hanauische Gesangbuch enthält zwei Lieder von ihm. Darüber hinaus verfasste er Gelegenheitsschriften:
- Trauer-, Lob- und Dankrede, eine Leichenpredigt, auf den Tod der Mutter seines Dienstherren, Graf Johann Reinhard III. von Hanau, der Gräfin Anna Magdalena von Hanau, geb. Pfalzgräfin bei Rhein.[6]
- ein in poetischer Form abgefasster Glückwunsch zum 42. Geburtstag des Grafen Philipp Reinhard von Hanau[7].
- einen Beitrag zu dem poetischen Trauer- und Ehrenmahle, das Graf Philipp Reinhard bei seinem Tode 1712 von seinen Ministris, Räthen und so geistlichen als weltlichen Beamten gewidmet wurde.